# 松兼功
松兼 功（まつかね いさお、1960年5月17日 - 2019年）は日本の作家、エッセイスト。

## 人物
東京都練馬区出身。筑波大学第二学群比較文化学類卒業。エイブル・アート・ジャパン副会長。財団法人たんぽぽの家理事などを務める。
先天性の脳性麻痺による四肢機能障害を持ちながら、鼻を使ったタイピングで執筆活動を行なう。近年は雑誌、新聞、インターネットなどのコラム連載を中心に活動。また、一時期は作詞家としても活動し、キャンディーズの解散ライブ・アルバム『FINAL CARNIVAL Plus One』のスタジオ録音盤収録曲「さよならキャンディーズ」（歌唱：ミュージック・メイツ・プレイヤーズ（MMP））、第29回ポプコンの優秀曲、加藤かおる「優しさのエキストラ」を手掛けている。
またお酒が好きで、居酒屋では実際にビールをストローで飲んでいる。

## 著書
- 『この子がいる、しあわせ』（中央法規出版、2004年）
- 『孤独の居場所』（旬報社、2000年）
- 『障害者が社会に出る─その後の五人の人生』（筑摩書房、2000年）
- 『ショウガイ ノ チカラ』（中央法規出版、1999年）
- 『やさしさの引力』（中央法規出版、1998年）
- 『こころの段差にスロープを』（日本経済新聞社、1997年）
- 『ボランティアしあおうよ』（岩崎書店、1997年） 小６国語教科書─教育出版、掲載
- 『あっかんべえ』（旬報社、1996年）
- 『障害者に迷惑な社会』（晶文社　1994年）
- 『ピッキーのさがしもの』（JYVA出版部　1994年）
- 『貧しさの中の微笑み』（朝日新聞社　1991年）
- 『その気になればフリーウェイ』（ミネルヴァ書房　1989年）
- 『あめりかガラガラ異邦人』（YMCA出版、1987年）
- 『タコゲルゲ そらをとぶ』（コレール社、1986年）
- 『正の文化、負の文化』（明石書店、1986年）
- 『お酒はストローでラブレターは鼻で』 （朝日新聞社、1983年）